# 白アイス
白アイス（しろアイス）は、冷菓の一種。新潟県内の下越地方・中越地方で製造・販売されている。

## 概要
水と砂糖（上白糖）または水飴を凍らせてできたシンプルな氷菓であり、イタリアメーカーの機械でかき混ぜることで上品な口溶け、すっきりした甘さときめ細かな舌触りを生み出している。製法は簡単だが、量の配分や温度調整には長年の経験が重要であり、「基本なものほど、ごまかしは利かない。職人の腕が試される。」と語る店主もいる。店によっては、夏と冬で味付けを変えたり、持ち帰り客とその場で食べる客で硬さを変えるといった工夫をしている。かつては雪で砂糖水を冷やして作られていた。
白アイスは、新潟市南区、新発田市、見附市で販売されている他、2015年には新潟市江南区でかつて白アイスを販売していた菓子店のメニューを地元のジェラート店が復活させ話題となったが、その一方で、秋葉区の店舗のように設備の老朽化と後継者の問題で閉店となった店舗もある。少なくとも昭和初期から販売されており、昭和30年代には複数の店舗で販売されるようになっていた。

## 著名人の反応
- 三田村邦彦は子供の頃の思い出の味として、地元であった新発田市の甘味処「スギサキ」の白アイスを挙げている[1]。なお、杉崎茶店は2023年3月に閉店し、新発田市の老舗和菓子店「寿堂」に事業継承されている[9]。